# Oscinella lindneri
Oscinella lindneri är en tvåvingeart som först beskrevs av Oswald Duda 1929.  Oscinella lindneri ingår i släktet Oscinella och familjen fritflugor. Inga underarter finns listade i Catalogue of Life.